# Providence Park
El Providence Park (anteriorment Jeld-Wen Field; PGE Park; Civic Stadium) és un estadi esportiu de la ciutat de Portland, Oregon (Estats Units), i compta amb una capacitat de 20.000 espectadors. Es va inaugurar l'any 1926 i va ser sotmès a una important renovació l'any 2001.
Actualment el Portland Timbers, club de futbol de la Major League Soccer, i el Portland State Vikings de futbol americà exerceixen de local en aquest recinte.